# Paphinia grandiflora
Paphinia grandiflora är en orkidéart som beskrevs av João Barbosa Rodrigues. Paphinia grandiflora ingår i släktet Paphinia och familjen orkidéer. Inga underarter finns listade i Catalogue of Life.

## Bildgalleri

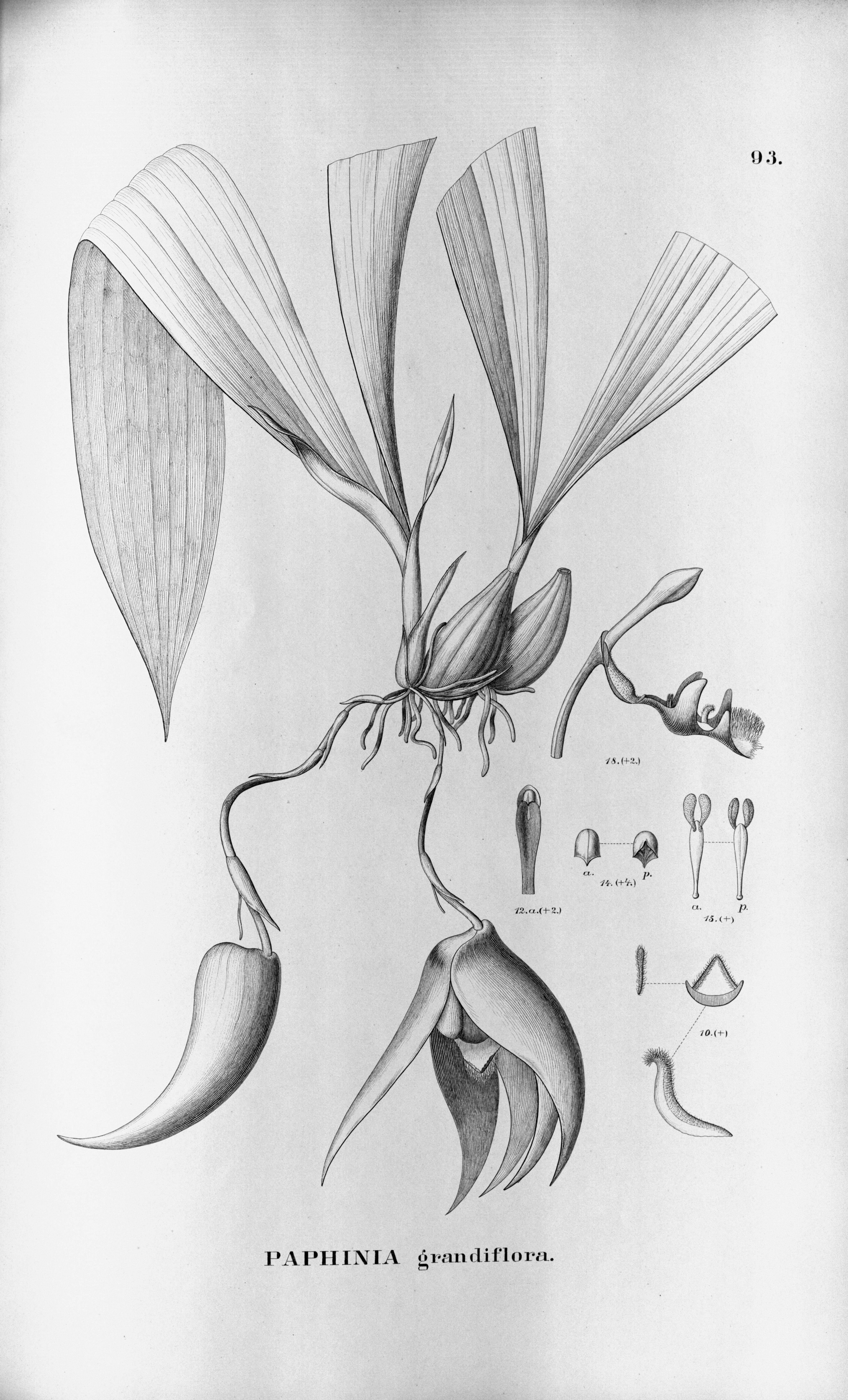
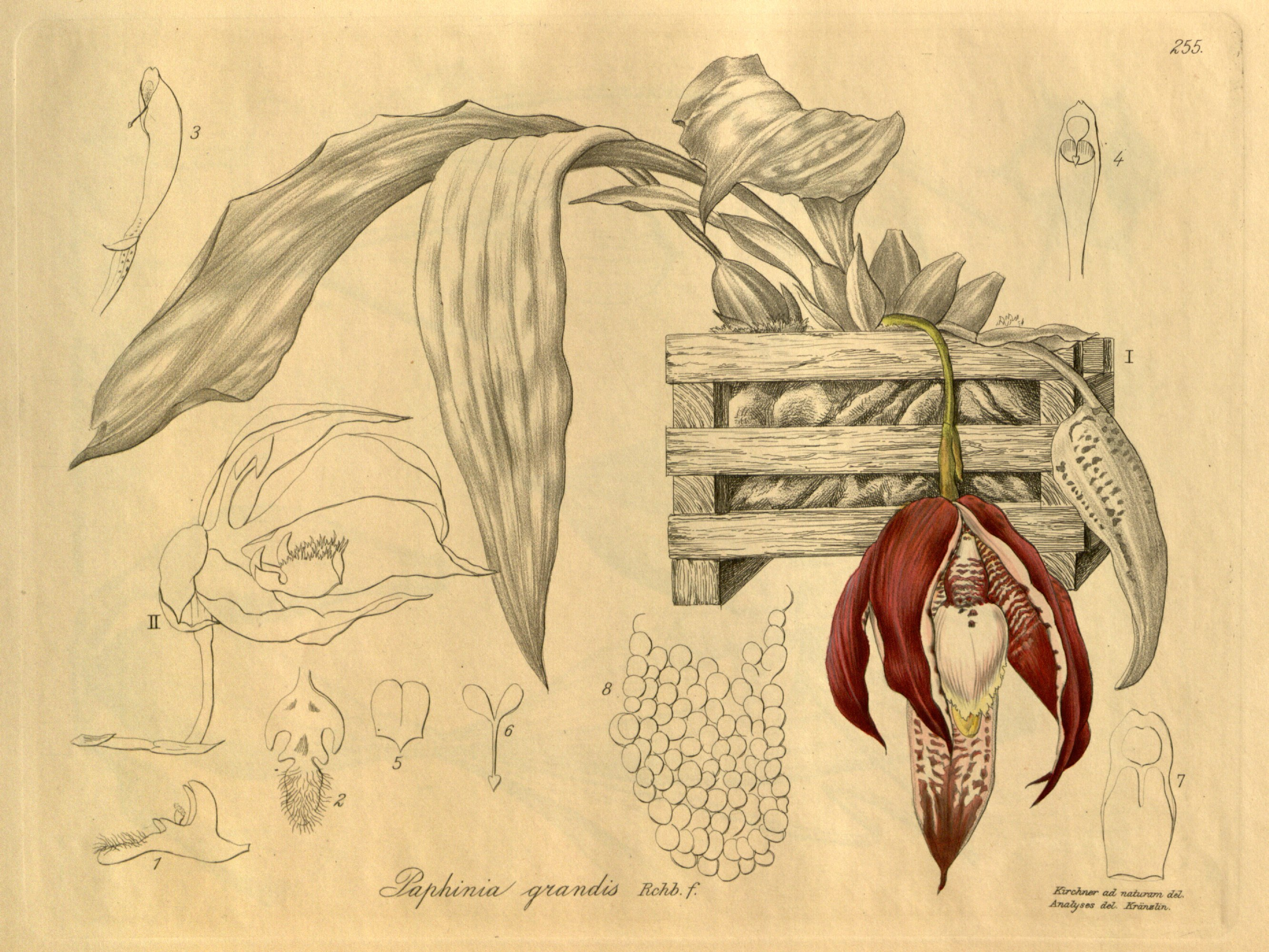
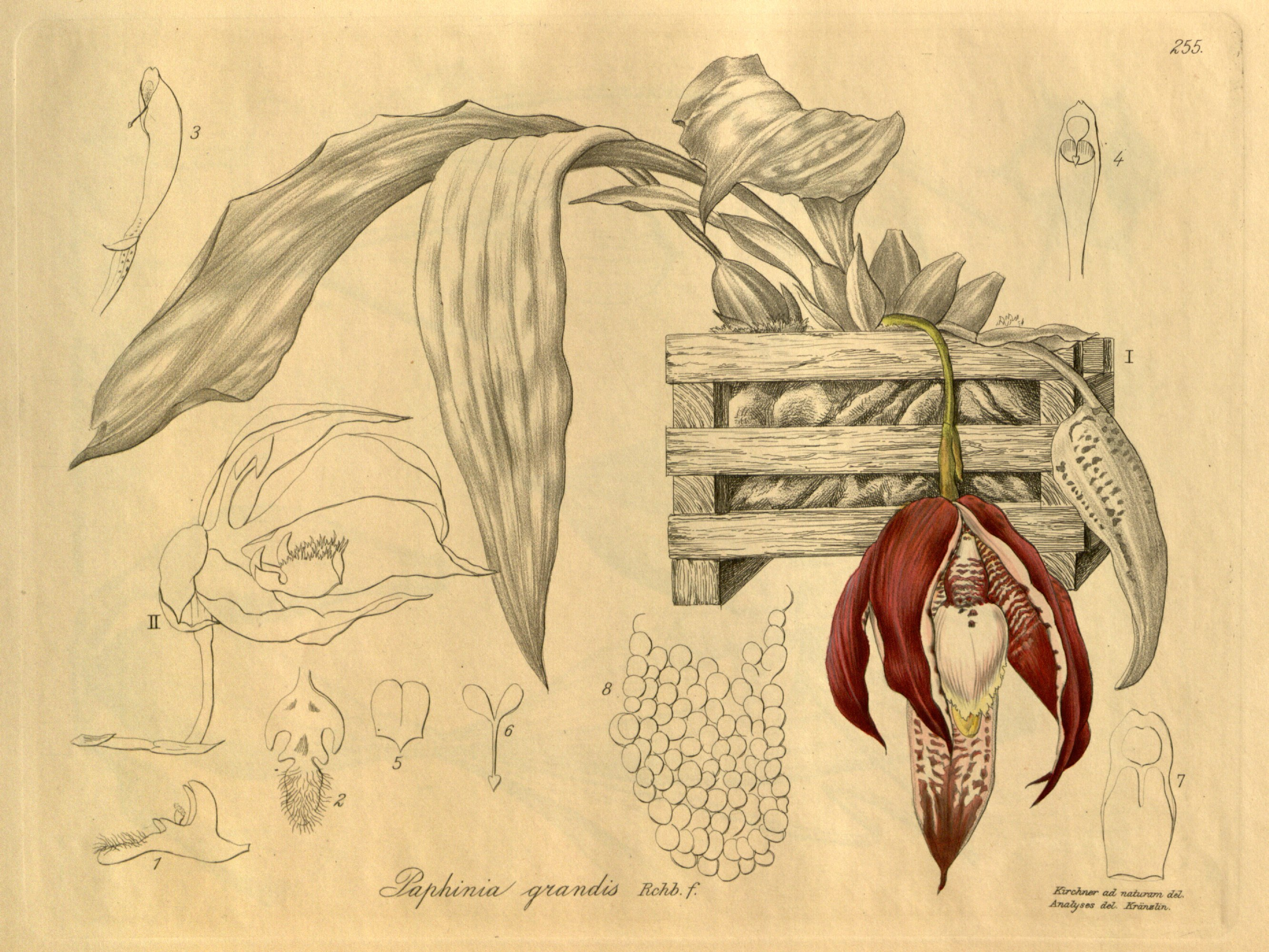